# Глаубэ, Анна Андреевна
Анна Андреевна Глаубэ (до 2016 года — Колобаева, род. 9 декабря 1990, Москва) — российская актриса театра и кино.
https://t.me/glaubeanna

## Биография
Родилась 9 декабря 1990 года в Москве. В детстве занималась танцами, а также окончила музыкальную школу по классу фортепиано и вокала. В 2012 году окончила факультет масс медиа Московского государственного университета культуры и искусств. В 2015 году окончила актёрский факультет ВГИК (мастерская В. Н. Шиловского).
С 2015 по 2017 год играла в Московском театре юного зрителя. С 2017 года играет ведущие роли в мюзиклах в Театре МДМ. Также играет в Современном театре антрепризы.
Начала карьеру в кино в 2010 году. С 2010 по 2016 год снималась под своей настоящей фамилией — Колобаева, в 2016 году взяла фамилию бабушки — Глаубэ. Играла главные роли в сериале «Время дочерей», фильмах «Светлячок», «Смерть нам к лицу», «Джигалоу», «Свободные отношения» и других.
В 2021 году снялась в совместной с актером Евгением Стычкиным эротической сцене в сериале «Алиби».
В 2022 году сыграла главную роль в двух частях фильма «Развод» и сериале на его основе. По мнению Алексея Филиппова («Всё о Шоу Бизнесе»), «в рамках предложенных обстоятельств сериал тянут харизмой и химией Глаубэ с Шурцовым».
Также снималась в сериалах «Универ. Новая общага», «Отель Элеон», «Бывшие», «Молодёжка», «По законам военного времени», «257 причин, чтобы жить», «Ищейка», «Метод», «Безсоновъ» и других.
С 2019 года Глаубэ замужем за актёром Павлом Лёвкиным. В марте 2021 года у неё родился сын Даниил.

## Творчество

### Фильмография
- 2010 — Неадекватные люди — Аня, ассистентка психолога
- 2012 — Универ. Новая общага — Анна
- 2013 — Время дочерей — Полина Руднева
- 2015 — Граница времени
- 2015 — Форс-мажор (короткометражный)
- 2016 — Военный фитнес — Маша
- 2016 — Напарницы — Рита Алехина, стриптизёрша, невеста Бориса
- 2016—2017 — Отель Элеон
- 2017 — Любовь на выживание — Ася, менеджер ресторана
- 2017 — Майор Соколов. Игра без правил — Алёна Сабурова, дочь Ольги
- 2018 — Бывшие — Оксана, секретарь
- 2018 — Год культуры
- 2018 — Империя зла — Алла
- 2018 — Искушение (короткометражный)
- 2018 — Мёртвые ласточки — Вика
- 2018 — Молодёжка — Даша
- 2019 — По законам военного времени-3 — София Ставради, шифровальщица в штабе
- 2019 — Смерть нам к лицу — Вика
- 2019 — Тест на беременность-2 — Полина, любовница Владислава
- 2019 — Барс — дама
- 2019 — Безсоновъ — Антонина Кулакова / Полина Пожарская, актриса
- 2020 — 257 причин, чтобы жить-2 — Люба, тренер по сквошу
- 2020 — Давай найдём друг друга — Кристина Байко, любовница Алексея, администратор клиники
- 2020 — Ищейка-4 — Оксана Демичева
- 2020 — Метод-2 — Нина
- 2021 — Алиби — Наташа, актриса
- 2021 — Так называемая любовь — Алиса
- 2021 — Ряд 19 — Татьяна
- 2021 — Светлячок — Женя, одноклассница Светы, мажорка
- 2022 — Джигалоу — Оля
- 2022 — Развод — Илона
- 2023 — Свободные отношения — Ольга
- 2023 — Жестокий мир мужчин — Алла
- 2023 — Лихорадка — Жанна Миллер
- 2023 — Жизнь по вызову-2 — Анжела
- 2023 — Сама виновата? — Маргарита Грачёва
- 2023 — Политех — Алиса
- 2023 — Букины — Ася
- 2024 — Артист с большой дороги — Ольга Ангелина
- 2024 — Дайте шоу — Полина
- 2024 — Жизнь по вызову-3 — Анжела
- 2025 — Искусство соблазна — София
- 2025 — Сокровища гномов — Зоя

### Озвучивание
- 2022 — Плохие парни — Тиффани Фуфли

### Театральные работы
Московский Мюзик-Холл
- «Тайны зеркального леса» (реж. А. Синельникова)

Московский театр юного зрителя
- Дана — «Невидимые друзья» (реж. А. Потапова)
- Тамара — «Плешивый Амур» (реж. Г. Яновская)
- «Герой с Дикого Запада» (реж. П. Артемьев)
- Маша — «Фалалей» (реж. В. Печерникова)
- «С любимыми не расставайтесь» (реж. Г. Яновская)
- артистка погорелого театра — «По дороге в…» (реж. К. Гинкас)
- Венди Дарлинг — «Питер Пэн» (реж. Р. Олингер)
- Рыжик — «Волк и семеро козлят» (реж. Г. Яновская)
- Кошка — «Кошкин дом» (реж. Г. Яновская)

Театр МДМ
- Фике — «Екатерина Великая» (реж. И. Линдт)
- «Зеркало Карлоса Сантоса» (реж. Т. Баталов)
- Энни — «Шоу пошло не так» (реж. Ш. Тёрнер, Г. Льюис, Д.Сэйер, Г. Шилдс)
- Каприс — «Как банк грабили» (реж. К.-Э. Макдонах)
- Кейси — «Первое свидание» (реж. А. Шевчук)
- Джесси — «День влюбленных» (реж. А. Шевчук)

Современный театр антрепризы
- Лиза — «Пиковая дама» (реж. О. Ильин)